# Ратеб, Аиша
Аиша́ Рате́б (араб. عائشة راتب‎; 22  февраля 1928, Каир, Королевство Египет — 4 мая 2013, Гиза, Египет) — египетский юрист, политик и дипломат; первая женщина — посол Египта. Преподавала международное право в Каирском университете.

## Биография
Родилась в Каире 22 февраля 1928 года в семье, принадлежавшей к среднему классу. Поступила на филологический факультет Каирского университета, но через неделю перевелась на юридический факультет. В 1949 году окончила университет в Каире и продолжила образование в университете в Париже. В 1955 году защитила степень доктора в области права.
Ещё в 1949 году подала заявку на должность судьи в высший судебный орган Египта. Заявка Ратеб была отклонена из-за того, что она была женщиной. Занимавший в то время пост премьер-министра Хусейн Серри-паша сказал, что наличие женщины-судьи противоречит традициям египетского общества. Ратеб подала в суд на правительство страны, заявив, что оно нарушило её конституционные права. Иск Ратеб стал первым таким иском в Египте. Дело она проиграла, однако глава Государственного совета Абдель-Разек аль-Санхури признал, что Ратеб проиграла его только по политическим и культурным причинам, не основанным на законах Египта или шариата. Поступок Ратеб и письменное мнение аль-Санхури побудили других женщин последовать её примеру. Только в 2003 году в Египте была назначена первая женщина-судья, которой стала Тахани аль-Гебали. В 2010 году премьер-министр Египта распорядился пересмотреть решение о недопустимости допуска женщин к должности судьи. В июле 2015 года двадцать шесть египтянок были приведены к присяге в качестве судей.
В 1971 году Ратеб вошла в состав Центрального комитета Арабского социалистического союза, в составе которого принимала участие в создании новой конституции Египта. Из всех членов комитета она была единственной, кто возражал против «чрезвычайных полномочий, которые Конституция предоставила тогдашнему президенту Анвару ас-Садату».
С 1974 по 1977 год занимала пост министра по страхованию и социальным вопросам. Она была второй женщиной на этом посту и за время своей работы провела реформы, улучившие положение женщин в стране. Ввела ограничения на полигамию и утвердила легитимность развода, только если он был засвидетельствован  судьёй. Исламские фундаменталисты безуспешно пытались помешать ей. Ратеб также провела закон, обеспечивавший возможность трудоустройства для инвалидов.  В 1977 году, когда правительство отменило субсидии в отношении товаров первой необходимости для беднейших граждан страны, Ратеб подала в отставку в знак протеста.
В 1979 году она была назначена первой женщиной-послом Египта и представляла страну с 1979 по 1981 год в Дании и с 1981 по 1984 год в ФРГ. Ратеб критиковала президента Египта Хосни Мубарака из-за того, что в его правление разрыв между богатыми и бедными гражданами страны стал ещё больше. Умерла в Гизе после внезапной остановки сердца 4 мая 2013 года.